# Tomaspis galbana
Tomaspis galbana är en insektsart som beskrevs av Jacobi 1908. Tomaspis galbana ingår i släktet Tomaspis och familjen spottstritar. Inga underarter finns listade i Catalogue of Life.